# Campeonato mundial de ajedrez amateur
El Campeonato Mundial de Ajedrez Amateur es un torneo de ajedrez organizado por la FIDE. El organismo rector mundial tenía la intención de promover el juego de ajedrez amateur mediante la celebración de campeonatos vinculados a los Juegos Olímpicos, pero solo se llevaron a cabo dos eventos.

## Historia
El primer campeonato se celebró el año en que se fundó la FIDE, en los Juegos Olímpicos de Verano de 1924 en París. Esta se considera la primera Olimpiada de Ajedrez no oficial, y es la única Olimpiada que fue un evento individual. El segundo campeonato se llevó a cabo en los Juegos Olímpicos de Verano de 1928 en Ámsterdam, junto con la II Olimpiada de Ajedrez.
El ajedrez nunca ha sido una parte oficial de los Juegos Olímpicos, y dado que la comunidad ajedrecística no hace ninguna distinción esencial entre aficionado y profesional el campeonato se suspendió después de 1928. Sin embargo, en 1995 la FIDE lo renovó para celebrar el centenario del Congreso Internacional de Ajedrez de Hastings y desde entonces se ha celebrado anualmente. La primera edición renovada, celebrada al mismo tiempo que el Congreso de Hastings de 1995/96 del 28 de diciembre de 1995 al 5 de enero de 1996, se limitó a jugadores no clasificados por la FIDE. Posteriormente, se definió como aficionado a un jugador con una calificación FIDE inferior a 2000 y que no había alcanzado una calificación superior a 2000 en los últimos 2 años. Desde 2016, el campeonato se ha dividido en tres categorías de clasificación: sub-2300, sub-2000 y sub-1700.
De acuerdo con las regulaciones actuales de la FIDE, el ganador recibe el título de Maestro FIDE (FM), mientras que el subcampeón y el medallista de bronce reciben el título de Maestro Candidato (CM). De manera análoga, la campeona femenina recibe el título de Maestra FIDE (WFM), las medallistas de plata y bronce en la categoría femenina reciben el título Candidata Maestra (WCM).
Desde 2012, hay otro Campeonato Mundial de Ajedrez Amateur, organizado por la Organización de Ajedrez Amateur (ACO), que no está reconocido por la FIDE.

## Ganadores
| Año  | Fecha           | Sede            | Ganador(es)                                                                                      | Ganador(as)                                                                       |
| ---- | --------------- | --------------- | ------------------------------------------------------------------------------------------------ | --------------------------------------------------------------------------------- |
| 1924 | 4 may – 27 jul  | París           | Hermanis Matisons                                                                                |                                                                                   |
| 1928 | 17 may – 12 ago | Ámsterdam       | Max Euwe                                                                                         |                                                                                   |
| 1996 | 28 dic – 5 ene  | Hastings        | Brian Johnson                                                                                    |                                                                                   |
| 1997 | 28 dic – 5 ene  | Hastings        | Olev Schults                                                                                     | Catherine Dewitte                                                                 |
| 1998 | 29 dic – 11 ene | Hastings        | Viraf Avari                                                                                      | Rosalind Kieran                                                                   |
| 1999 | 29 dic – 10 ene | Hastings        | Gaguik Oganessian                                                                                | Jessie Gilbert                                                                    |
| 2000 | 29 dic – 6 ene  | Hastings        | Sven Mühlenhaus                                                                                  | Elaine Rutherford                                                                 |
| 2001 | 27 dic – 8 ene  | Pamplona        | Bismarck Nicolás Chaverra Rojas                                                                  | Maria Goni                                                                        |
| 2001 | 6–13 dic        | Bento Gonçalves | Flávio Olivência                                                                                 | Amanda Benggawan                                                                  |
| 2002 | 13–19 dic       | Bento Gonçalves | juliano Resende Pereira                                                                          | Thalita Cincinato                                                                 |
| 2003 | 2–13 jul        | Tshwane         | Shabier Bhawoodien                                                                               | Daleen Wiid                                                                       |
| 2004 | 30 jun – 10 jul | Ciudad del Cabo | Farai Mandizha                                                                                   | Jenine Ellappen                                                                   |
| 2005 | Cancelado       | Cancelado       | Cancelado                                                                                        | Cancelado                                                                         |
| 2006 | 23 nov – 3 dic  | Trípoli         | Rachid Hifad                                                                                     | Nirmala Chandrasiri                                                               |
| 2007 | 11–18 ago       | Predeal         | Alexandru Gabriel Duca                                                                           | Eugenia-Daniela Ghita                                                             |
| 2008 | 28 abr – 6 may  | Calcídica       | Panagiotis Galopoulos                                                                            | Mitali Patil                                                                      |
| 2009 | 27 abr – 3 may  | Salónica        | Stefan Parlog                                                                                    | Efstathia Andrikopoulou                                                           |
| 2010 | 19–25 mar       | Skokie          | Andrew Hubbard                                                                                   | Yun Fan                                                                           |
| 2011 | 1–10 oct        | Antalya         | Bilgunn Sumiya                                                                                   | Bayar Anu                                                                         |
| 2012 | 16–22 abr       | Calcídica       | Haralambos Tsakiris                                                                              | Laura Perez                                                                       |
| 2013 | 21–30 abr       | Iași            | Lehel Vrencian                                                                                   | Bayarsaikhan Yanjinlkham                                                          |
| 2014 | 26 abr – 3 may  | Singapore       | Gijir Munkhbayar                                                                                 | Chitlange Sakshi                                                                  |
| 2015 | 14–21 abr       | Calcídica       | Mire Deniz Doğan                                                                                 | Paula-Alexandra Gitu                                                              |
| 2016 | 18–28 abr       | Calcídica       | Zhuban Bigabylov (U2300) Khulan Enkhsaikhan (U2000) Jatin S.N. (U1700)                           | Georgia Grapsa (U2300) Khulan Enkhsaikhan (U2000) Diana Zakharova (U1700)         |
| 2017 | 1–9 abr         | Spoleto         | Win Tun (U2300) Maciej Koziej (U2000) Hope Mkhumba (U1700)                                       | Bayarjargal Bayarmaa (U2300) Zainab Saumy (U2000) Vilena Popova (U1700)           |
| 2018 | 22–29 abr       | Cagliari        | Arvinder Preet Singh (U2300) Kanan Hajiyev (U2000) Batuhan Sutbas (U1700)                        | Bayarjargal Bayarmaa (U2300) Elisaveta Chetina (U2000) Vilena Popova (U1700)      |
| 2019 | 29 jun – 7 jul  | Colima          | Elías Renzo Gutiérrez Medina (U2300) Jesús Amezcua Luría (U2000) Dashtogtokh Amarsaikhan (U1700) | Alexandra Zherebtsova (U2300) Batnasan Khaliun (U2000) Omya Vidyarthi (U1700)     |
| 2021 | 16 oct – 26 oct | Rodas           | Dimitrios Ladopoulos (U2300) Peter Anand (U2000) Mukhtar Ainakul (U1700)                         | Alexandra Zherebtsova (U2300) Marigje Degrande (U2000) Glenda Madelta (U1700)     |
| 2022 | 20 oct – 30 oct | Mellieħa        | Abdilkhair Abilmansur (U2300) Sodbilegt Naranbold (U2000) Tuguldur Soninbayar (U1700)            | Grigoryan Meri (U2300) Baliuniene Margarita (U2000) Margadgua Erdenebayar (U1700) |
| 2023 | 2 nov – 11 nov  | Mascate         | Abdilkhair Abilmansur (U2300) Dashtogtokh Amarsaikhan (U2000) Ganbat Danzanjunai (U1700)         | Bauyrzhan Amash (U2300) Norovsambuu Badamkhand (U2000) Bat-Amgalan Anujin (U1700) |